# Hôtel Baour
L'hôtel Baour est un hôtel particulier du XVIIIe siècle situé 9, cours du Chapeau-Rouge, à Bordeaux, en France.
Ce bâtiment fait l'objet d’une inscription au titre des monuments historiques depuis le 8 octobre 1935.

## Historique
L'immeuble a été construit dans l’îlot Louis pour la riche famille Baour, protestante et originaire de Castres, et qui a fait fortune dans le commerce colonial, l'armement et la traite négrière.
En 1776, les frères Pierre et Louis Baour acquièrent deux lots proposés, et ont probablement sollicité les frères Laclotte pour établir les plans de leurs immeubles.